# Большая Берёзовка (приток Белой Холуницы)
Большая Берёзовка — река в России, протекает в Зуевском районе Кировской области. Устье реки находится в 145 км по левому берегу реки Белая Холуница. Длина реки составляет 14 км.
Исток реки в западной части Верхнекамской возвышенности в 24 км к северо-востоку от города Зуевка. Рядом с истоком Большой Берёзовки находится исток реки Новая, здесь проходит водораздел бассейнов Чепцы и Белой Холуницы. Река течёт на север, всё течение проходит по ненаселённому лесному массиву. Впадает в Белую Холуницу на границе с Фаленским районом. Нижнее течение сильно заболочено.

## Данные водного реестра
По данным государственного водного реестра России относится к Камскому бассейновому округу, водохозяйственный участок реки — Вятка от истока до города Киров, без реки Чепца, речной подбассейн реки — Вятка. Речной бассейн реки — Кама.
По данным геоинформационной системы водохозяйственного районирования территории РФ, подготовленной Федеральным агентством водных ресурсов:
- Код водного объекта в государственном водном реестре — 10010300212111100032041
- Код по гидрологической изученности (ГИ) — 111103204
- Код бассейна — 10.01.03.002
- Номер тома по ГИ — 11
- Выпуск по ГИ — 1